# Альтос-де-Чавон
Альтос де Чавон, Місто художників (Altos de Chavón) — це копія європейського середземноморського села, що розташоване на річці Чавон у Ла-Романі, Домініканська Республіка. Це найпопулярніша визначна пам'ятка міста, тут розміщені культурний центр, археологічний музей та амфітеатр. Проект задумали італійський архітектор Роберто Копа та промисловець Чарльз Блудорн.

## Історія

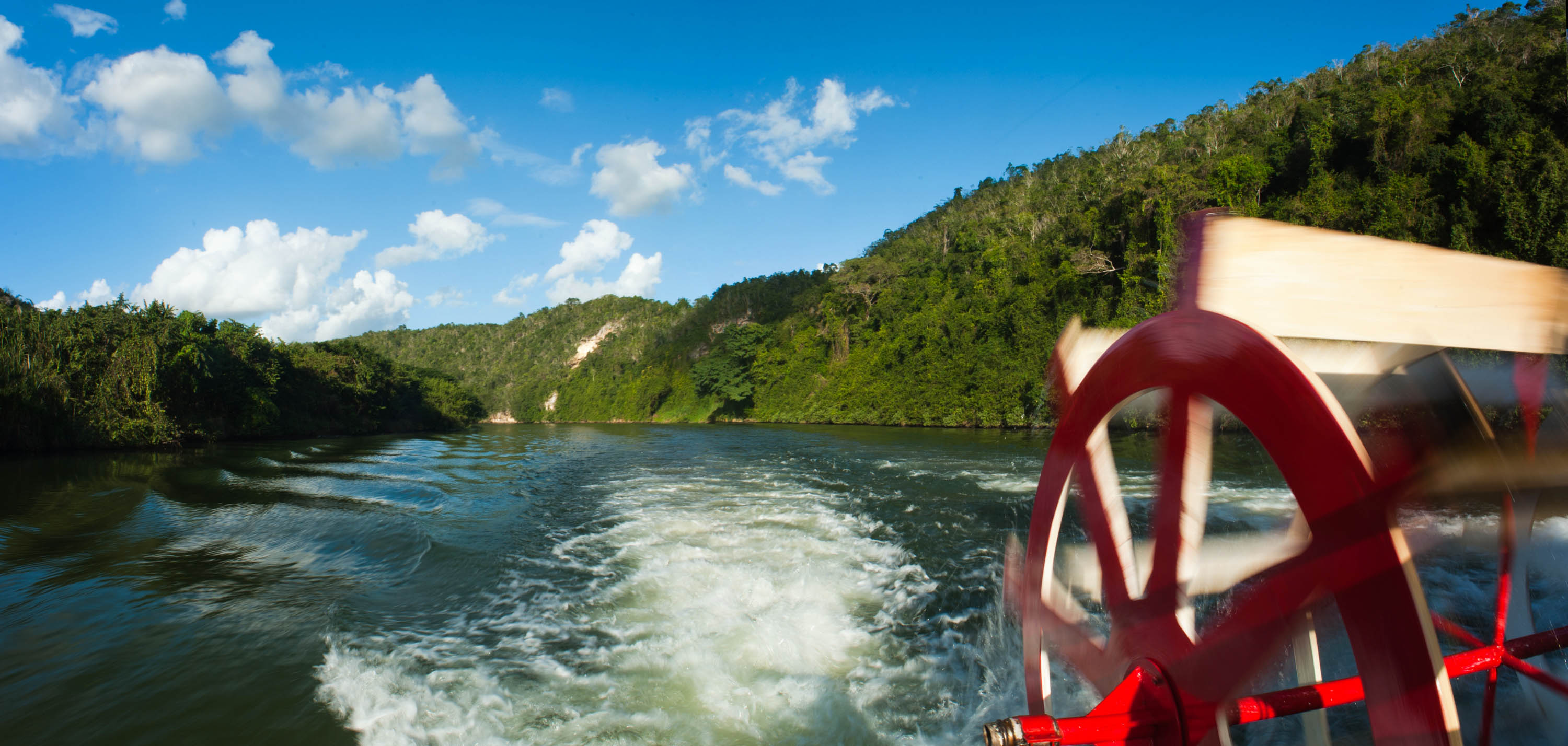
Річка Чавон

Проект розпочався у 1976 році, коли будівництво сусідньої дороги та мосту, що перетинав річку Чавон, довелося робити через кам'яну гору. Чарльз Блудхорн мав ідею використати зайве каміння для того, щоб створити середземноморське село у стилі шістнадцятого століття, подібне до частини архітектури, знайденої в історичному центрі Санто-Домінго. Будівництво було завершено на початку 1980-х років.
Дочка Чарльза Блудорна, Домінік Блудорн, є нинішнім президентом Фонду культурного центру Альтос де Чавон. Вузькі, обкладені бруківкою алеї, з ліхтарями та вапняковими стінами, мають кілька хороших ресторанів у середземноморському стилі, ряд химерних магазинів із різноманітними ремеслами місцевих ремісників та три галереї, що демонструють таланти учнів школи дизайну (La Escuela de Diseño, філія Школи дизайну Парсонса в Нью-Йорку). Серед відомих відвідувачів школи дизайну Altos de Chavón — Ліза Тон та Міа Лурдес Таверас Лопес.
У місті є церква Святого Станіслава (Iglesia San Estanislao de Cracovia) з площею та фонтаном, популярне місцем для весілля. Церква Святого Станіслава була названа на честь Станіслава зі Щепанова з нагоди Папи Римського Іоанна Павла II, який відвідав Санто-Домінго в 1979 році і залишив частину праху святого. Саме в цій церкві 6 листопада 2004 року Луї Альфонс, герцог Анжуйський, одружився з венесуельською спадкоємицею Марією Маргаритою де Варгас і Сантаеллі.
Римський 5000-місний амфітеатр використовувався такими гуртами як The Pet Shop Boys, Френк Сінатра і Хуліо Іглесіа. В той час як Génesis нічний клуб забезпечує нічні розваги для гостей з Каса-де-Кампо, курорту поруч. Регіональний музей археології (El Museo Arqueológico Regional) містить колекцію доколумбових індійських артефактів, виявлених в околицях. З Альтос-де-Чавон відкривається вид на Ріо Чавон та поле для гольфу Dye Fore у Каса-де-Кампо.
Концерт для Америки відбувся тут у серпні 1982 року. Серед виконавців — Френк Сінатра, Бадді Річ, Heart та Santana.

## Галерея

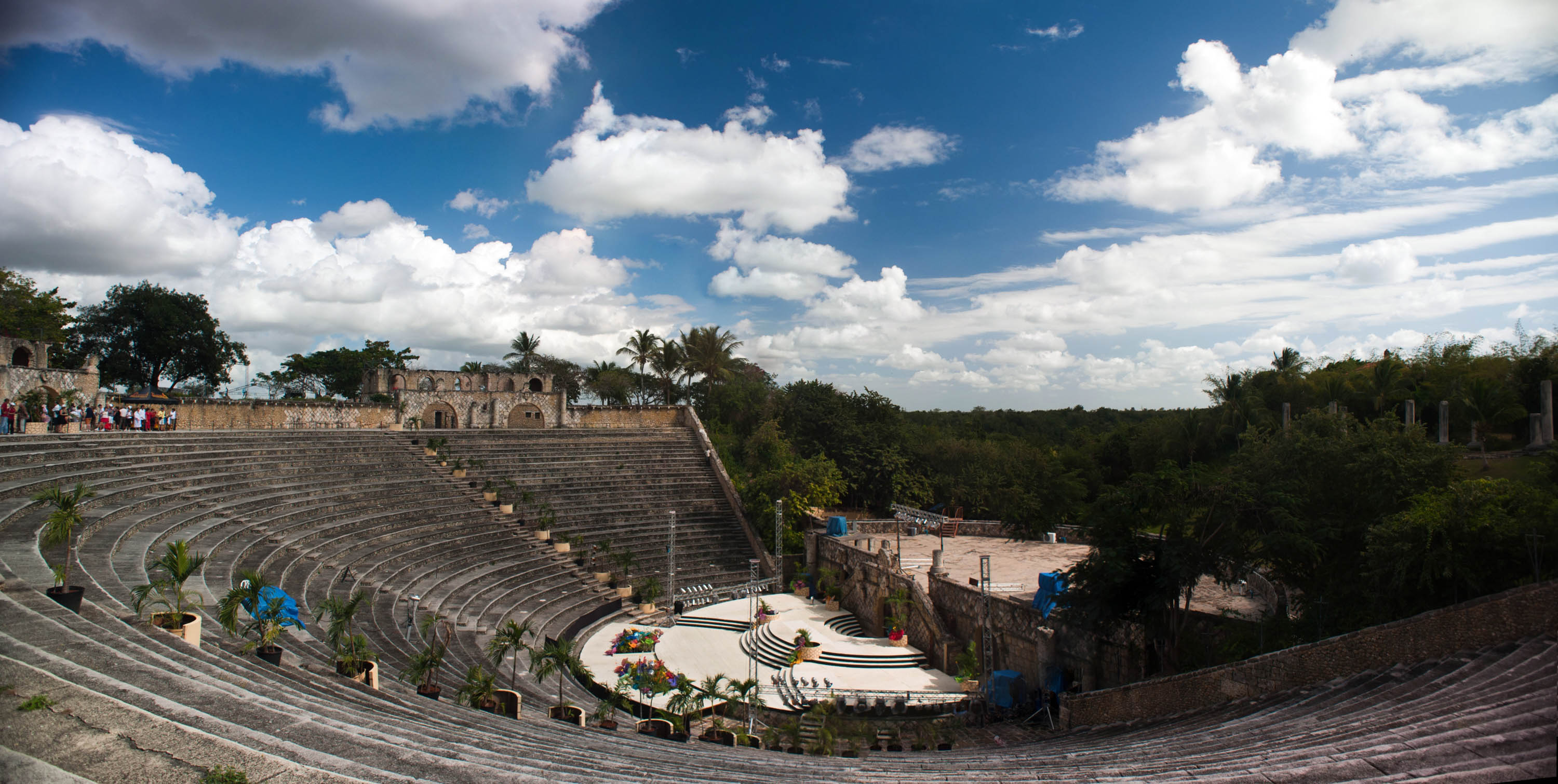
Амфітеатр
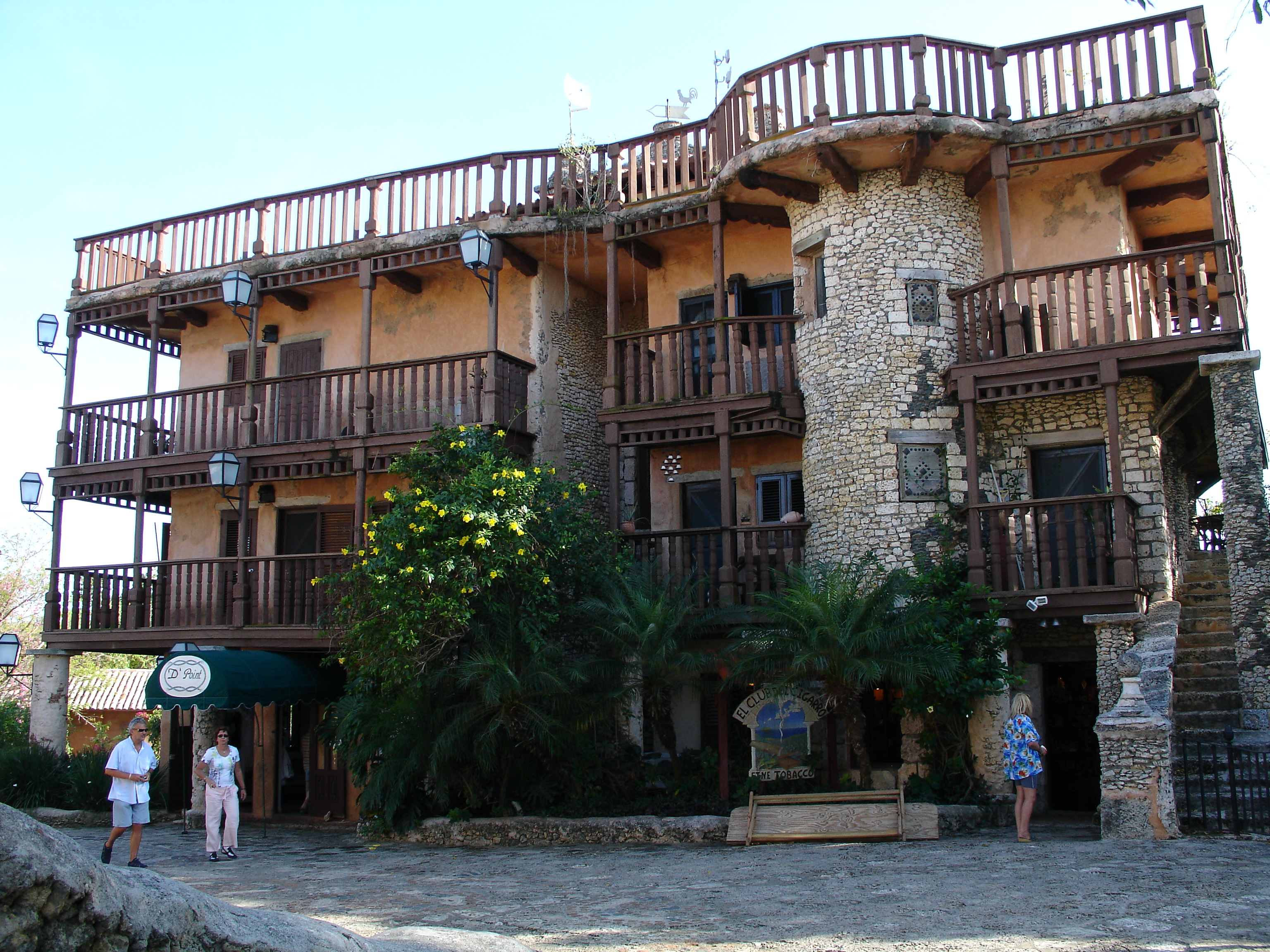
Альтос де Чавон